# سیرا کوتا-یارده
سیرا کوتا-یارده (انگلیسی: Sierra Cota-Yarde؛ زادهٔ ۴ ژوئیهٔ ۲۰۰۳) بازیکن فوتبال اهل پرتغال است.
وی همچنین در تیم‌های ملی فوتبال زیر ۱۹ سال، زیر ۲۳ سال و زنان پرتغال بازی کرده است.

## زندگی اولیه
کوتا-یارده در کانادا متولد شد و از کودکی علاقهٔ زیادی به فوتبال نشان داد. او فوتبال پایه را با باشگاه‌های محلی آغاز کرد و به‌سرعت استعدادش در دروازه‌بانی مورد توجه مربیان قرار گرفت. نخستین گام‌های خود را در مسیر فوتبال حرفه‌ای با تیم‌های اس‌سی تورنتو و سپس بنفیکا تورنتو برداشت. این باشگاه‌ها نقش مهمی در شکل‌گیری مهارت‌های اولیهٔ او داشتند و زمینه را برای پیشرفت‌های بعدی فراهم کردند. پس از آن، او به نورث تورنتو نیتروز پیوست؛ تیمی که به‌دلیل ساختار منظم و فرصت‌های رقابتی، محل مناسبی برای رشد بازیکنان جوان است.

## دوران دانشگاهی
در سال ۲۰۲۱، کوتا-یارده به دانشگاه پریری ویو ای‌اندام پیوست و به‌عنوان دروازه‌بان اصلی تیم فوتبال زنان این دانشگاه انتخاب شد. او در همان سال اول، عملکرد چشمگیری از خود نشان داد و در سپتامبر ۲۰۲۱، دو هفتهٔ متوالی عنوان دروازه‌بان هفتهٔ کنفرانس SWAC را از آن خود کرد. این موفقیت‌ها توجه کارشناسان و مربیان فوتبال زنان دانشگاهی را به خود جلب کرد.
در سال ۲۰۲۲، او به دانشگاه آرکانزاس منتقل شد؛ جایی که نه‌تنها در زمینهٔ ورزشی، بلکه در بخش علمی نیز درخشید. او در سال‌های ۲۰۲۲ و ۲۰۲۳، دو بار پیاپی به فهرست افتخارات تحصیلی دانشگاه راه یافت که نشان‌دهندهٔ تعهد بالای او به تحصیلات است. افزون‌براین، در سال ۲۰۲۳ به عضویت تیم خدمات اجتماعی SEC درآمد؛ افتخاری که به دانشجویانی تعلق می‌گیرد که علاوه‌بر فعالیت‌های ورزشی، در امور داوطلبانه و خدمات اجتماعی نیز مشارکت فعال دارند.
در سال ۲۰۲۴، کوتا-یارده مسیر دانشگاهی خود را با انتقال به دانشگاه متودیست جنوبی ادامه داد. او در نخستین بازی فصل در ۱۵ اوت ۲۰۲۴، در ترکیب اصلی به میدان رفت و با بسته نگه‌داشتن دروازه در برابر نورث‌وسترن استیت لیدی دیمنز، پیروزی ۳–۰ تیمش را تضمین کرد. این شروع موفق، جایگاه او را در تیم جدید تثبیت کرد.

## دوران باشگاهی
در کنار فعالیت‌های دانشگاهی، کوتا-یارده هم‌زمان در ردهٔ باشگاهی نیز تجربه‌اندوزی کرد. از سال ۲۰۲۲ تا ۲۰۲۴، او دروازه‌بان تیم نورث تورنتو نیتروز در لیگ۱ انتاریو بود. او در این مدت با انجام بازی‌های منظم و نمایش‌های قابل‌اتکا، جایگاه خود را به‌عنوان یکی از دروازه‌بانان جوان آینده‌دار تثبیت کرد. حضور در این لیگ، که سکوی پرتاب بسیاری از بازیکنان حرفه‌ای کانادا به‌شمار می‌رود، به او امکان داد تا در سطحی بالاتر از فوتبال دانشگاهی مهارت‌های خود را توسعه دهد.
در ژانویهٔ ۲۰۲۵، کوتا-یارده گام مهمی در مسیر حرفه‌ای خود برداشت و با ای‌اف‌سی تورنتو در لیگ برتر شمالی قرارداد امضا کرد. این انتقال برای او فرصتی بود تا در سطح نیمه‌حرفه‌ای و در رقابتی جدی‌تر، شایستگی‌هایش را به نمایش بگذارد. پیوستن به تیمی در لیگ تازه‌تأسیس شمالی، نشان از اعتماد به توانایی‌های او و چشم‌انداز حرفه‌ای در فوتبال کانادا دارد.

## دوران ملی
کوتا-یارده با داشتن مادر پرتغالی، از سوی فدراسیون فوتبال پرتغال نیز زیر نظر گرفته شد. اگرچه در کانادا به دنیا آمده، اما به‌دلیل ریشهٔ خانوادگی‌اش واجد شرایط بازی برای هر دو کشور کانادا و پرتغال است. در نهایت، او تصمیم گرفت فوتبال ملی خود را با پیراهن تیم ملی فوتبال زنان پرتغال آغاز کند.
او نخستین بازی ملی خود را در ردهٔ زیر ۱۹ سال در ۲۲ فوریهٔ ۲۰۲۲ برابر تیم ملی زنان اتریش انجام داد. در این رقابت‌ها، او سه بار برای پرتغال به میدان رفت و عملکرد مثبتی داشت.
در سپتامبر ۲۰۲۳، کوتا-یارده برای نخستین‌بار به اردوی تیم ملی بزرگسالان پرتغال دعوت شد تا در دو بازی از لیگ ملت‌های زنان یوفا حضور یابد. سرانجام در ۲۷ فوریهٔ ۲۰۲۴، در جریان دیداری دوستانه مقابل تیم ملی فوتبال زنان کرهٔ جنوبی، به‌عنوان یار تعویضی وارد زمین شد و نخستین بازی رسمی‌اش را در سطح بزرگسالان انجام داد. این آغاز، می‌تواند نقطهٔ عطفی در مسیر ملی او باشد.